# Divergence (statistiques)
Pour les articles homonymes, voir Divergence.
 (avril 2016).
En statistiques, une divergence est une fonction ou une fonctionnelle qui mesure la dissimilarité d'une loi de probabilité par rapport à une autre. Selon le contexte, elles peuvent être définies pour des lois, des mesures positives (non-normalisées), des vecteurs (par exemple sur l'espace des paramètres si l'on considère un modèle paramétrique), ou encore des matrices.
Les divergences sont analogues à des distances au carré et permettent de généraliser la notion de distance aux variétés statistiques, mais il s'agit d'une notion plus faible dans la mesure où elles ne sont en général pas symétriques et ne vérifient pas l'inégalité triangulaire.

## Exemple
La divergence χ2 de Pearson est définie par {\displaystyle D(\mu ,\mu ')=\sum _{x{\text{ dans le support de }}\mu }{\frac {(\mu '(x)-\mu (x))^{2}}{\mu (x)}}}.

## Définition générale
Soit {\displaystyle M} une variété topologique et {\displaystyle V\subseteq \mathbb {R} ^{n}} une carte locale. Une divergence est une fonction {\displaystyle D:V\times V\rightarrow \mathbb {R} _{+}} (également définie sur {\displaystyle M} au moyen de l'homéomorphisme associé), différentiable jusqu'à l'ordre 3 et satisfaisant les propriétés suivantes :
- {\displaystyle D(\xi _{p},\xi _{q})\geq 0\,\forall \,\xi _{p},\xi _{q}\in V} ;
- {\displaystyle D(\xi _{p},\xi _{q})=0\,ssi\,\xi _{p}=\xi _{q}} ;
- Le développement limité de {\displaystyle D} en {\displaystyle \xi _{p}} s'écrit :

où {\displaystyle G(\xi _{p})=(g_{ij}(\xi _{p}))_{(1\leq i,j\leq n)}} est définie positive.

### Remarques
Les notations {\displaystyle D(\cdot ||\cdot )} ou {\displaystyle D[\cdot :\cdot ]} peuvent également être employées.
Pour une divergence {\displaystyle D} donnée, il est parfois intéressant d'introduire la divergence symétrique {\displaystyle D_{S}} associée : {\displaystyle D_{s}(p,q)=(D(p,q)+D(q,p))/2}.

## Exemples
Il existe une grande variété de divergences, dont entre autres :
- La divergence euclidéenne, définie comme la moitié de la racine de la distance euclidéenne ;
- La divergence de Kullback-Leibler, qui est la seule à appartenir à la fois aux classes des f-divergences et des divergences de Bregman ;
- Parmi les autres f-divergences :
  - Les {\displaystyle \alpha }-divergences,
  - La distance de Hellinger ;
- Autres divergences de Bregman :
  - Les {\displaystyle \beta }-divergences,
  - Les {\displaystyle \gamma }-divergences,
  - La divergence d'Itakura-Saito.

Pour une bibliographie détaillée, voir Basseville 2013.